# Verenigde Staten op de Olympische Winterspelen 1980
Tijdens de Olympische Winterspelen van 1980, die in Lake Placid werden gehouden, nam het gastland, Verenigde Staten, voor de dertiende keer deel.

## Medailleoverzicht
| Sport       | Olympiër        | Discipline   | Medaille |
| ----------- | --------------- | ------------ | -------- |
| Schaatsen   | Eric Heiden     | 500 m (m)    | Goud     |
| Schaatsen   | Eric Heiden     | 1000 m (m)   | Goud     |
| Schaatsen   | Eric Heiden     | 1500 m (m)   | Goud     |
| Schaatsen   | Eric Heiden     | 5000 m (m)   | Goud     |
| Schaatsen   | Eric Heiden     | 10.000 m (m) | Goud     |
| IJshockey   | Olympisch team  | mannen       | Goud     |
| Alpineskiën | Phil Mahre      | slalom (m)   | Zilver   |
| Kunstrijden | Linda Fratianne | vrouwen      | Zilver   |
| Schaatsen   | Leah Mueller    | 500 m (v)    | Zilver   |
| Schaatsen   | Leah Mueller    | 1000 m (v)   | Zilver   |
| Kunstrijden | Charles Tickner | mannen       | Brons    |
| Schaatsen   | Beth Heiden     | 3000 m (v)   | Brons    |

## Deelnemers en resultaten

### Alpineskiën
| Olympiër        | Discipline       | Resultaat | Prestatie                       |
| --------------- | ---------------- | --------- | ------------------------------- |
| Cary Adgate     | reuzenslalom (m) | dnf-2     | opgave run 2                    |
| Karl Anderson   | afdaling (m)     | dnf       | opgave                          |
| Phil Mahre      | afdaling (m)     | 14e       | 1.48,88 (+3,38)                 |
| Phil Mahre      | reuzenslalom (m) | 10e       | 2.44,33 (+3,59) 1.21,74+1.22,59 |
| Phil Mahre      | slalom (m)       | Zilver    | 1.44,76 (+0,50) 53,31+51,45     |
| Steve Mahre     | reuzenslalom (m) | 15e       | 2.44,94 (+4,20) 1.21,86+1.23,08 |
| Steve Mahre     | slalom (m)       | dnf-1     | opgave run 1                    |
| Andy Mill       | afdaling (m)     | 16e       | 1.49,07 (+3,57)                 |
| Pete Patterson  | afdaling (m)     | 5e        | 1.47,04 (+1,54)                 |
| Pete Patterson  | reuzenslalom (m) | dnf-1     | opgave run 1                    |
| Pete Patterson  | slalom (m)       | dnf-1     | opgave run 1                    |
| Bill Taylor     | slalom (m)       | dnf-1     | opgave run 1                    |
| Christin Cooper | reuzenslalom (v) | 7e        | 2.44,71 (+3,05) 1.16,61+1.28,10 |
| Christin Cooper | slalom (v)       | 8e        | 1.29,28 (+4,19) 44,23+45,05     |
| Abbi Fisher     | slalom (v)       | dnf-2     | opgave run 2                    |
| Holly Flanders  | afdaling (v)     | 14e       | 1.40,96 (+3,44)                 |
| Tamara McKinney | reuzenslalom (v) | dnf-1     | opgave run 1                    |
| Tamara McKinney | slalom (v)       | dnf-1     | opgave run 1                    |
| Cindy Nelson    | afdaling (v)     | 7e        | 1.39,69 (+2,17)                 |
| Cindy Nelson    | reuzenslalom (v) | 13e       | 2.47,32 (+5,66) 1.17,42+1.29,90 |
| Cindy Nelson    | slalom (v)       | 11e       | 1.30,85 (+5,76) 44,96+45,89     |
| Heidi Preuss    | afdaling (v)     | 4e        | 1.39,51 (+1,99)                 |
| Heidi Preuss    | reuzenslalom (v) | 17e       | 2.48,37 (+6,71) 1.17,54+1.30,83 |

### Biatlon
| Olympiër                                           | Discipline             | Resultaat | Prestatie                                                                                            |
| -------------------------------------------------- | ---------------------- | --------- | --- |
| Martin Hagen                                       | 20 km (m)              | 36e       | 1:21.02,95 (+12.46,64) pen.: 8 (0 / 4 / 4 / 0)                                                       |
| Peter Hoag                                         | 10 km (m)              | 45e       | 38.53,44 (+6.42,75) pen.: 4 (2 / 2)                                                                  |
| Glen Jobe                                          | 20 km (m)              | 38e       | 1:21.36,52 (+13.20,21) pen.: 6 (1 / 0 / 0 / 5)                                                       |
| Lyle Nelson                                        | 10 km (m)              | 19e       | 35.40,56 (+3.29,87) pen.: 2 (1 / 1)                                                                  |
| Donald Nielsen                                     | 10 km (m)              | 44e       | 38.51,02 (+6.40,33) pen.: 6 (2 / 4)                                                                  |
| Johnny Ruger                                       | 20 km (m)              | 45e       | 1:33.30,80 (+25.14,49) pen.: 21 (8 / 4 / 6 / 3)                                                      |
| Martin Hagen Lyle Nelson Donald Nielsen Peter Hoag | 4x7,5 km estafette (m) | 8e        | 1:39.24,29 (+5.21,02) pen.: 0-13 (0-3 / 0-5 / 0-2 / 0-3) (24.25,46 / 24.43,61 / 24.31,29 / 25.43,93) |

### Bobsleeën
| Olympiër                                                  | Discipline                        | Resultaat | Prestatie                                               |
| --------------------------------------------------------- | --------------------------------- | --------- | ------------------------------------------------------- |
| Brent Rushlaw Joseph Tyler                                | 2-mansbob (m) Verenigde Staten I  | 6e        | 4.12,12 (+2,76) (1.02,90 / 1.02,81 / 1.02,99 / 1.03,42) |
| Howard Siler Dick Nalley                                  | 2-mansbob (m) Verenigde Staten II | 5e        | 4.11,73 (+2,37) (1.03,04 / 1.03,04 / 1.02,65 / 1.03,00) |
| Robert Hickey Jeff Jordan Willie Davenport Jeffrey Gadley | 4-mansbob (m) Verenigde Staten I  | 12e       | 4.06,11 (+6,19) (1.01,49 / 1.01,81 / 1.01,04 / 1.01,77) |
| Howard Siler Joseph Tyler Jeff Jost Dick Nalley           | 4-mansbob (m) Verenigde Staten II | 13e       | 4.06,20 (+6,28) (1.01,49 / 1.01,69 / 1.01,30 / 1.01,72) |

### Kunstrijden
| Olympiër                            | Discipline | Resultaat | Prestatie              |
| ----------------------------------- | ---------- | --------- | ---------------------- |
| Charles Tickner                     | mannen     | Brons     | pc. 28,0; 187,1 punten |
| David Santee                        | mannen     | 4e        | pc. 34,0; 185,5 punten |
| Scott Hamilton                      | mannen     | 5e        | pc. 45,0; 181,8 punten |
| Linda Fratianne                     | vrouwen    | Zilver    | pc. 16,0; 188,3 punten |
| Lisa-Marie Allen                    | vrouwen    | 5e        | pc. 45,0; 179,4 punten |
| Sandy Lenz                          | vrouwen    | 9e        | pc. 82,0; 172,7 punten |
| Caitlin Carruthers Peter Carruthers | paarrijden | 5e        | pc. 46,0; 137,4 punten |
| Sheryl Franks Michael Botticelli    | paarrijden | 7e        | pc. 64,0; 133,8 punten |
| Judy Blumberg Michael Seibert       | ijsdansen  | 7e        | pc. 66,0; 190,3 punten |
| Stacey Smith John Summers           | ijsdansen  | 9e        | pc. 75,0; 188,4 punten |

### Langlaufen
| Olympiër                                                     | Discipline            | Resultaat | Prestatie                                                         |
| ------------------------------------------------------------ | --------------------- | --------- | ----------------------------------------------------------------- |
| Tim Caldwell                                                 | 15 km (m)             | 25e       | 44.30,41 (+2.32,78)                                               |
| Stan Dunklee                                                 | 15 km (m)             | 22e       | 44.03,84 (+2.06,21)                                               |
| Stan Dunklee                                                 | 30 km (m)             | 30e       | 1:33.48,02 (+6.45,22)                                             |
| Stan Dunklee                                                 | 50 km (m)             | 33e       | 2:42.20,20 (+14.55,60)                                            |
| Jim Galanes                                                  | 15 km (m)             | 33e       | 44.46,48 (+2.48,85)                                               |
| Jim Galanes                                                  | 30 km (m)             | 41e       | 1:36.15,17 (+9.12,37)                                             |
| Jim Galanes                                                  | 50 km (m)             | 20e       | 2:37.09,64 (+9.45,04)                                             |
| Bill Koch                                                    | 15 km (m)             | 16e       | 43.38,56 (+1.40,93)                                               |
| Bill Koch                                                    | 30 km (m)             | dnf       | opgave                                                            |
| Bill Koch                                                    | 50 km (m)             | 13e       | 2:34.31,62 (+7.07,02)                                             |
| Doug Peterson                                                | 30 km (m)             | 45e       | 1:38.29,86 (+11.27,06)                                            |
| Doug Peterson                                                | 50 km (m)             | dnf       | opgave                                                            |
| Bill Koch Tim Caldwell Jim Galanes Stan Dunklee              | 4x10 km estafette (m) | 8e        | 2:04.12,17 (+7.08,71) (29.55,28 / 32.21,54 / 31.17,72 / 30.37,63) |
| Leslie Bancroft                                              | 5 km (v)              | 33e       | 16.39,71 (+1.32,79)                                               |
| Leslie Bancroft                                              | 10 km (v)             | 28e       | 33.04,71 (+2.33,17)                                               |
| Betsy Haines                                                 | 5 km (v)              | 37e       | 17.27,75 (+2.20,83)                                               |
| Alison Owen-Spencer                                          | 5 km (v)              | 22e       | 16.05,04 (+58,12)                                                 |
| Alison Owen-Spencer                                          | 10 km (v)             | 22e       | 32.41,33 (+2.09,79)                                               |
| Beth Paxson                                                  | 5 km (v)              | 26e       | 16.20,93 (+1.14,01)                                               |
| Beth Paxson                                                  | 10 km (v)             | 25e       | 33.01,60 (+2.30,06)                                               |
| Lynn Spencer                                                 | 10 km (v)             | 31e       | 33.13,89 (+2.42,35)                                               |
| Alison Owen-Spencer Beth Paxson Leslie Bancroft Lynn Spencer | 4x5 km estafette (v)  | 7e        | 1:06.55,41 (+4.44,31) (17.03,63 / 16.42,78 / 16.24,52 / 16.44,48) |

### Noordse combinatie
| Olympiër         | Discipline | Resultaat | Prestatie                                                                                             |
| ---------------- | ---------- | --------- | --- |
| Walter Malmquist | mannen     | 12e       | 395,30 punten schans: 221,8 p 108,4 (79,5 m)+113,4 (84,0 m)+106,3 (80,0 m) 15 km: 173,50 p (52.54,05) |
| Kerry Lynch      | mannen     | 18e       | 382,33 punten schans: 180,3 p 87,6 (69,0 m)+92,7 (74,5 m)+85,0 (72,0 m) 15 km: 202,03 p (49.44,03)    |
| Gary Crawford    | mannen     | 28e       | 340,18 punten schans: 161,7 p 78,8 (66,0 m)+77,4 (69,0 m)+82,9 (71,0 m) 15 km: 178,48 p (52.21,03)    |
| Michael Devecka  | mannen     | dnf       | opgave schans: 174,5 p 88,6 (69,0 m)+85,9 (71,5 m)+80,7 (69,0 m) 15 km: opgave                        |

### Rodelen
| Olympiër                     | Discipline | Resultaat | Prestatie                                             |
| ---------------------------- | ---------- | --------- | ----------------------------------------------------- |
| Jeff Tucker                  | mannen     | 12e       | 3.01,296 (+6,500) (45,158 / 45,311 / 45,427 / 45,400) |
| John Fee                     | mannen     | 14e       | 3.02,112 (+7,316) (45,328 / 45,407 / 46,032 / 45,345) |
| Richard Stithem              | mannen     | 20e       | 3.03,092 (+8,296) (45,418 / 45,938 / 46,245 / 45,491) |
| Debra Genovese               | vrouwen    | 15e       | 2.42,926 (+6,389) (40,497 / 40,811 / 40,799 / 40,819) |
| Donna Burke                  | vrouwen    | 17e       | 2.43,685 (+7,148) (40,663 / 40,931 / 40,943 / 41,148) |
| Susan Charlesworth           | vrouwen    | dnf-2     | opgave run 2 (41,018 / opgave)                        |
| Richard Healey Walter Danco  | dubbel     | 11e       | 1.21,341 (+2,010) (40,386 / 40,955)                   |
| Frank Masley Raymond Bateman | dubbel     | 18e       | 1.28,853 (+9,522) (48,241 / 40,612)                   |

### Schaatsen
| Olympiër       | Discipline   | Resultaat | Prestatie         |
| -------------- | ------------ | --------- | ----------------- |
| Jim Chapin     | 500 m (m)    | 24e       | 39,74 (+1,71)     |
| Eric Heiden    | 500 m (m)    | Goud      | 38,03             |
| Eric Heiden    | 1000 m (m)   | Goud      | 1.15,18           |
| Eric Heiden    | 1500 m (m)   | Goud      | 1.55,44           |
| Eric Heiden    | 5000 m (m)   | Goud      | 7.02,29           |
| Eric Heiden    | 10.000 m (m) | Goud      | 14.28,13          |
| Dan Immerfall  | 500 m (m)    | 5e        | 38,69 (+0,66)     |
| Craig Kressler | 1000 m (m)   | 11e       | 1.18,37 (+3,19)   |
| Craig Kressler | 1500 m (m)   | 18e       | 2.00,60 (+5,16)   |
| Craig Kressler | 5000 m (m)   | 18e       | 7.25,43 (+23,14)  |
| Craig Kressler | 10.000 m (m) | dnf       | opgave            |
| Peter Mueller  | 1000 m (m)   | 5e        | 1.17,11 (+1,93)   |
| Tom Plant      | 1500 m (m)   | 17e       | 2.00,57 (+5,13)   |
| Michael Woods  | 5000 m (m)   | 7e        | 7.10,39 (+8,10)   |
| Michael Woods  | 10.000 m (m) | 4e        | 14.39,53 (+11,40) |
| Mary Docter    | 1500 m (v)   | 12e       | 2.14,74 (+3,79)   |
| Mary Docter    | 3000 m (v)   | 6e        | 4.39,29 (+7,16)   |
| Sarah Docter   | 500 m (v)    | 23e       | 44,48 (+2,70)     |
| Sarah Docter   | 1000 m (v)   | 14e       | 1.28,80 (+4,70)   |
| Sarah Docter   | 1500 m (v)   | 13e       | 2.15,11 (+4,16)   |
| Sarah Docter   | 3000 m (v)   | 10e       | 4.43,30 (+11,17)  |
| Beth Heiden    | 500 m (v)    | 7e        | 43,18 (+1,40)     |
| Beth Heiden    | 1000 m (v)   | 5e        | 1.27,01 (+2,91)   |
| Beth Heiden    | 1500 m (v)   | 7e        | 2.13,10 (+2,15)   |
| Beth Heiden    | 3000 m (v)   | Brons     | 4.33,77 (+1,64)   |
| Leah Mueller   | 500 m (v)    | Zilver    | 42,26 (+0,48)     |
| Leah Mueller   | 1000 m (v)   | Zilver    | 1.25,41 (+1,31)   |

### Schansspringen
| Olympiër         | Discipline         | Resultaat | Prestatie                                            |
| ---------------- | ------------------ | --------- | ---------------------------------------------------- |
| Jeff Davis       | normale schans (m) | 17e       | 226,3 punten 105,7 p. (80,0 m) + 120,6 p. (84,0 m)   |
| Jeff Davis       | grote schans (m)   | 44e       | 176,5 punten 99,6 p. (96,0 m) + 76,9 p. (83,0 m)     |
| Jim Denney       | normale schans (m) | 36e       | 192,9 punten 93,2 p. (70,0 m) + 99,7 p. (75,0 m)     |
| Jim Denney       | grote schans (m)   | 8e        | 239,1 punten 123,8 p. (109,0 m) + 115,3 p. (104,0 m) |
| Jim Maki         | normale schans (m) | 26e       | 208,7 punten 113,8 p. (81,0 m) + 94,9 p. (72,0 m)    |
| Walter Malmquist | grote schans (m)   | 27e       | 205,4 punten 104,0 p. (97,0 m) + 101,4 p. (95,5 m)   |
| Chris McNeill    | normale schans (m) | 23e       | 212,5 punten 110,1 p. (79,0 m) + 102,4 p. (74,5 m)   |
| Reed Zuehlke     | grote schans (m)   | 45e       | 169,2 punten 100,4 p. (98,0 m) + 68,8 p. (79,0 m)    |

### IJshockey
| Olympiër | Discipline | Resultaat | Prestatie |
| --- | ---------- | --------- | --- |
| Jim Craig Jack O'Callahan Bill Baker Ken Morrow Mike Ramsey Bob Suter Dave Christian Dave Silk Mark Johnson Rob McClanahan John Harrington Mark Pavelich Buzz Schneider Steve Christoff Neal Broten Mike Eruzione Eric Strobel Mark Wells Phil Verchota | mannen     | Goud      | Voorronde groep B: 2- 2 Verenigde Staten - Zweden 7- 3 Verenigde Staten - Tsjecho-Slowakije 5- 1 Verenigde Staten - Noorwegen 7- 2 Verenigde Staten - Roemenië 4- 2 Verenigde Staten - Bondsrepubliek Duitsland Finaleronde: 4- 3 Verenigde Staten - Sovjet-Unie 4- 2 Verenigde Staten - Finland |

Andorra · Argentinië · Australië · België · Bolivia · Bondsrepubliek Duitsland · Bulgarije · Canada · China · Costa Rica · Cyprus · Duitse Democratische Republiek · Finland · Frankrijk · Griekenland · Groot-Brittannië · Hongarije · IJsland · Italië · Japan · Joegoslavië · Libanon · Liechtenstein · Mongolië · Nederland · Nieuw-Zeeland · Noorwegen · Oostenrijk · Polen · Roemenië · Sovjet-Unie · Spanje · Tsjecho-Slowakije · Verenigde Staten · Zuid-Korea · Zweden · Zwitserland